# Ріодініди
Ріодініди (Riodinidae) — родина денних метеликів. Містить 1532 види у 146 родах.

## Поширення
Родина поширена, в основному, в Південній та Центральній Америці, рідше в Північній Америці. В Євразії відомо близько десятка видів, з них в Європі, включаючи Україну, трапляється лише один вид — люцина (Hamearis lucina).

## Опис
Метелики невеликого, рідше середнього розміру, з розмахом крил 18-63 мм. Забарвлення, переважно, яскраве. Жилки R і М на задніх крилах розташовані на єдиному стеблі. Зовнішній край переднього крила дещо опуклий. На передньому крилі жилка М біля основи зростається з R4 та R5. Жилкування задніх крил: костальна жилка заднього крила потовщена під кутом до плеча, а плечова жилка досить коротка. Самці мають вкорочені передні ніжки. У самиць ніжки цілком розвинені і повністю функціональні. Серед представників родини широко поширена мімікрія Бейтса.

## Класифікація
- Підродина Euselasiinae
- Підродина Nemeobiinae або триба Nemeobiini
- Підродина Riodininae
- Підродина inserta sedis
  - Рід Hamearis
  - Рід Dicallaneura
  - Рід Praetaxila
  - Рід Taxila
  - Триба Nemeobiini
  - Триба Abisarini
  - Триба Zemerini